# Mega Maldives Airlines
Mega Global Air Services (Maldives) Private Limited, що діяла як Mega Maldives Airlines — колишня мальдівська авіакомпанія зі штаб-квартирою в Мале, здійснює регулярні та чартерні перевезення по аеропортах країни і за її межі.
Припинила діяльність 2 травня 2017 року
Портом приписки авіакомпанії і її головним транзитним вузлом (хабом) є міжнародний аеропорт імені Ібрагіма Насіра в Мале.
Компанія була заснована в 2010 році, отримала сертифікат експлуатанта 22 грудня 2010 року і через 6 днів виконала свій перший рейс між Мале і міжнародним аеропортом Ган.

## Операційна діяльність
21 січня 2011 року Mega Maldives Airlines відкрила свій перший міжнародний маршрут між Ганом і гонконгським аеропортом Чхеклапкок, перевезення по якому, втім, тривали всього п'ять днів. Пізніше компанія також п'ять днів літала в Гонконг з Мале. 16 липня 2011 року авіакомпанія запустила регулярний маршрут Мале-Шанхай, а 22 липня того ж — маршрут Мале-Пекін. В даний час найбільш тривалий міжнародний рейс перевізника між Мале і сеульским аеропортом Інчхон.
На міжнародних напрямках Mega Maldives Airlines обслуговує вісім регулярних маршрутів, шість з яких у КНР (включаючи Гонконг), один в Сеул (Республіка Корея) та ще один у Корор (Палау).

## Маршрутна мережа
Мальдіви

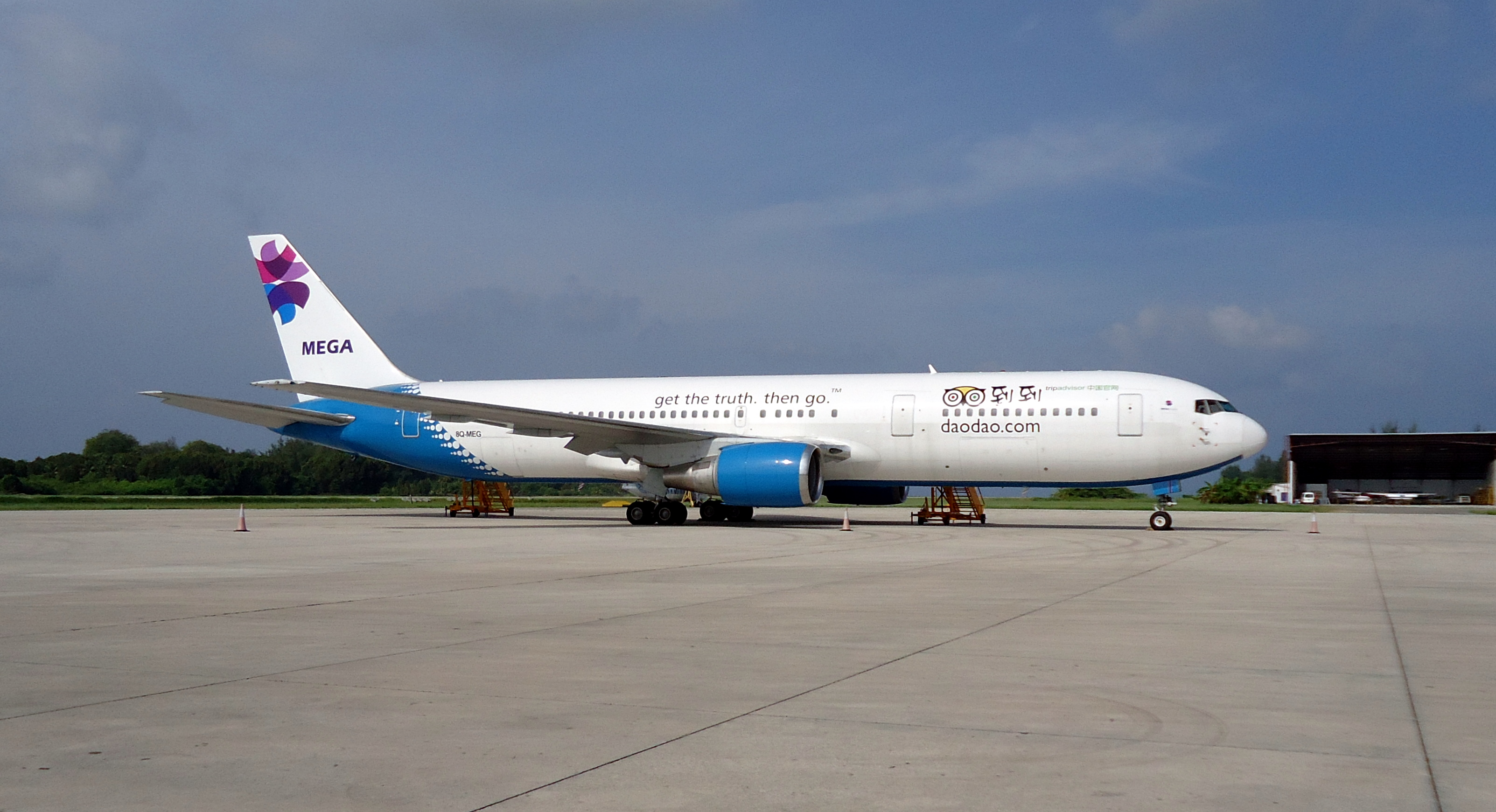
Boeing 767-300ER авіакомпанії Mega Maldives Airlines в міжнародному аеропорту Ган

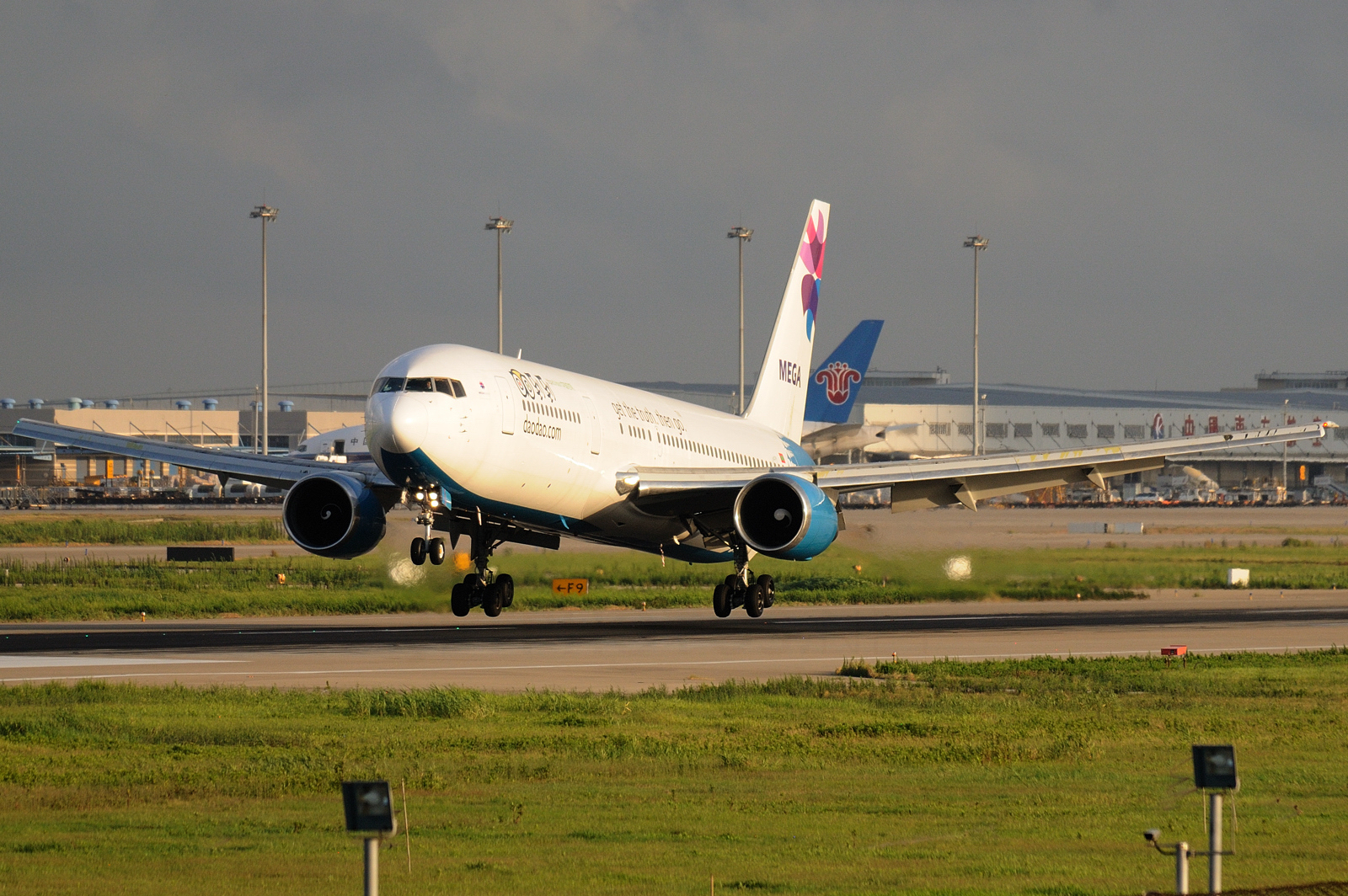
Зліт Boeing 767-300ER авіакомпанії Mega Maldives Airlines

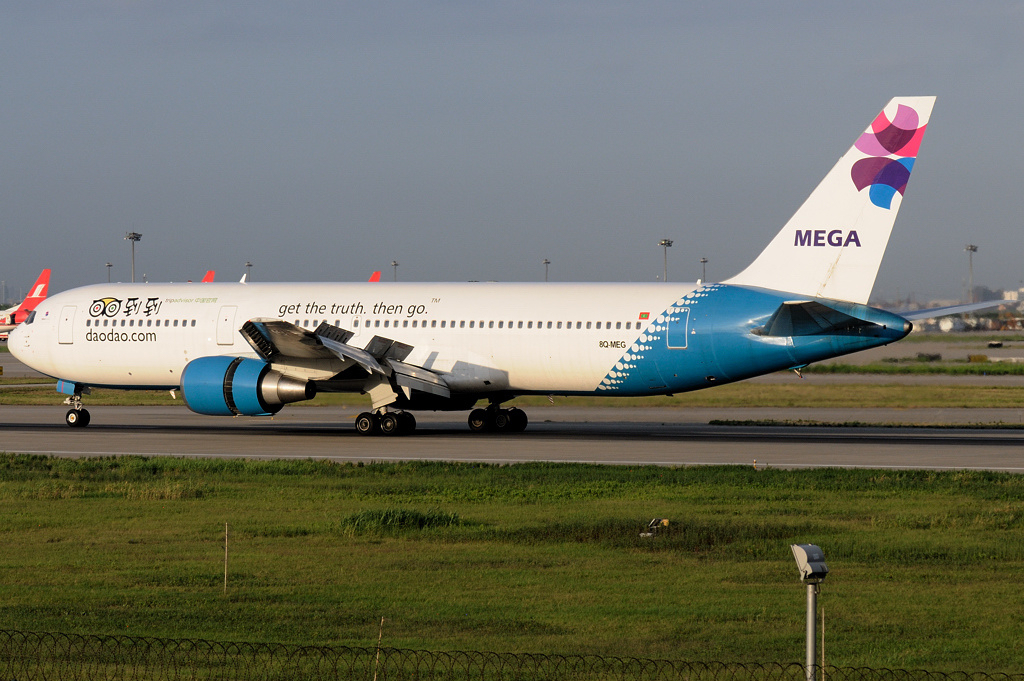
Boeing 767-300ER авіакомпанії Mega Maldives Airlines

- Мале — міжнародний аеропорт імені Ібрагіма Насира хаб

Гонконг
- Гонконг — міжнародний аеропорт Чхеклапкок

Китайська Народна Республіка
- Пекін — міжнародний аеропорт Шоуду
- Чунцін — міжнародний аеропорт Чунцин Цзянбей
- Шанхай — Міжнародний аеропорт Пудун
- Ченду — міжнародний аеропорт Ченду Шуанлю
- Ханчжоу — Міжнародний аеропорт Ханчжоу-Сяошань

- Сеул — міжнародний аеропорт Інчхон

Палау
- Корор — міжнародний аеропорт Палау

## Флот
У грудні 2012 року повітряний флот авіакомпанії Mega Maldives Airlines складали наступні літаки: